# Diocesi di Gemelle di Bizacena
La diocesi di Gemelle di Bizacena (in latino Dioecesis Gemellensis in Byzacena) è una sede soppressa e sede titolare della Chiesa cattolica.

## Storia
Gemelle di Bizacena, identificabile con Sidi Aïch nel governatorato di Gafsa in Tunisia, è un'antica sede episcopale della provincia romana di Bizacena.
A questa diocesi può essere attribuito un solo vescovo, Litteo, che prese parte al concilio di Cartagine convocato il 1º settembre 256 da san Cipriano per discutere della questione relativa alla validità del battesimo amministrato dagli eretici, e che figura all'82º posto nelle Sententiae episcoporum. Nessun altro vescovo è noto per questa diocesi, che non è censita nello studio prosopografico di André Mandouze.
Dal 1933 Gemelle di Bizacena è annoverata tra le sedi vescovili titolari della Chiesa cattolica; dal 21 febbraio 2025 il vescovo titolare è Gregg Michael Caggianelli, vescovo ausiliare dell'ordinariato militare negli Stati Uniti d'America.

## Cronotassi

### Vescovi residenti
- Litteo ? † (menzionato nel 256)

### Vescovi titolari
- Jean Gay, C.S.Sp. † (29 gennaio 1968 - 18 febbraio 1971 dimesso)
- Roberto Pinarello de Almeida † (24 luglio 1971 - 31 luglio 1980 nominato vescovo coadiutore di Jundiaí)
- Jan Wiktor Nowak † (20 febbraio 1982 - 25 marzo 1996 nominato vescovo di Siedlce)
- Décio Zandonade, S.D.B. (11 dicembre 1996 - 14 maggio 2003 nominato vescovo di Colatina)
- Wilson Tadeu Jönck, S.C.I. (11 giugno 2003 - 26 maggio 2010 nominato vescovo di Tubarão)
- Robert Walter McElroy (6 luglio 2010 - 3 marzo 2015 nominato vescovo di San Diego)
- Donatien Bafuidinsoni Maloko-Mana, S.I. (31 marzo 2015 - 31 marzo 2018 nominato vescovo di Inongo)
- Nolly Camigue Buco (10 luglio 2018 - 18 ottobre 2024 nominato vescovo di Catarman)
- Gregg Michael Caggianelli, dal 21 febbraio 2025